# Schizocytheridae
Schizocytheridae är en familj av kräftdjur. Schizocytheridae ingår i överfamiljen Cytheroidea, ordningen Podocopida, klassen musselkräftor, fylumet leddjur och riket djur. Enligt Catalogue of Life omfattar familjen Schizocytheridae 6 arter. 
Kladogram enligt Catalogue of Life:
| Schizocytheridae | \| \| Acuminocythere \| \| \| \| \| \| Neomonoceratina \| \| \| \| \| \| Palmenella \| \| \| \| |
|                  | \| \| Acuminocythere \| \| \| \| \| \| Neomonoceratina \| \| \| \| \| \| Palmenella \| \| \| \| |
|                  | Bythocytheridae                                                                                 |
|                  |                                                                                                 |
|                  | Cobanocytheridae                                                                                |
|                  |                                                                                                 |
|                  | Cushmanideidae                                                                                  |
|                  |                                                                                                 |
|                  | Cytherettidae                                                                                   |
|                  |                                                                                                 |
|                  | Cytheridae                                                                                      |
|                  |                                                                                                 |
|                  | Cytherideidae                                                                                   |
|                  |                                                                                                 |
|                  | Cytheromatidae                                                                                  |
|                  |                                                                                                 |
|                  | Cytheruridae                                                                                    |
|                  |                                                                                                 |
|                  | Entocytheridae                                                                                  |
|                  |                                                                                                 |
|                  | Eucytheridae                                                                                    |
|                  |                                                                                                 |
|                  | Hemicytheridae                                                                                  |
|                  |                                                                                                 |
|                  | Krithidae                                                                                       |
|                  |                                                                                                 |
|                  | Leptocytheridae                                                                                 |
|                  |                                                                                                 |
|                  | Limnocytheridae                                                                                 |
|                  |                                                                                                 |
|                  | Loxoconchidae                                                                                   |
|                  |                                                                                                 |
|                  | Microcytheridae                                                                                 |
|                  |                                                                                                 |
|                  | Neocytherideidae                                                                                |
|                  |                                                                                                 |
|                  | Paracytherideidae                                                                               |
|                  |                                                                                                 |
|                  | Paradoxostomatidae                                                                              |
|                  |                                                                                                 |
|                  | Parvocytheridae                                                                                 |
|                  |                                                                                                 |
|                  | Pectocytheridae                                                                                 |
|                  |                                                                                                 |
|                  | Psammocytheridae                                                                                |
|                  |                                                                                                 |
|                  | Trachyleberididae                                                                               |
|                  |                                                                                                 |
|                  | Xestoleberididae                                                                                |
|                  |                                                                                                 |
|                  | Acuminocythere                                                                                  |
|                  |                                                                                                 |
|                  | Neomonoceratina                                                                                 |
|                  |                                                                                                 |
|                  | Palmenella                                                                                      |
|                  |                                                                                                 |

|  | Acuminocythere  |
|  |                 |
|  | Neomonoceratina |
|  |                 |
|  | Palmenella      |
|  |                 |